# 瓦西莱沃市镇

瓦西莱沃市镇在北马其顿的位置

瓦西莱沃市镇是北馬其頓的一個市镇，行政中心为瓦西莱沃村，属于东南统计区，總面積230.4平方公里，2019年人口14,256。
該市镇西北面是拉多維什市鎮，東北面是贝罗沃市镇，東南面是博西洛沃市镇，南毗斯特魯米察市鎮，西接孔切市鎮。

## 外部連結
- 官方网站